# Donnerberg
Donnerberg is het noordoostelijke stadsdeel van de Duitse gemeente Stolberg (Rheinland), deelstaat Noordrijn-Westfalen, en telt 5600 inwoners.